# ابرده سفلی
ابرده سفلی، روستایی در دهستان ابرده بخش شاندیز شهرستان بینالود استان خراسان رضوی ایران است.

## مشاهیر و نام‌آوران
از جمله مشاهیر و نامداران روستای ابرده می‌توان به افراد زیر اشاره کرد:
- محمد موسوی‌نژاد، از اساتید حوزه علمیه خراسان و مدیر مدرسه علمیه موسوی‌نژادایشان خواهر زاده آیت الله سید حسین شمس می باشند .
- جواد حسینی مهر شهردار سابق مشهد (از آذر ۱۳۵۸ تا اسفند ۱۳۵۹) فهرست شهرداران مشهد
- عباس امیری پور شهردار سابق مشهد (از آبان ۱۳۷۱ تا شهریور ۱۳۷۷) فهرست شهرداران مشهد

آیت الله سید حسین شمس ابرده از اساتید حوزه علمیه قم ایشان دایی آیت الله سید محمد موسوی نژاد می‌باشند .
- سروان سرافراز ارتش رحمت الله عباسيان ابرده از ایثارگران دفاع مقدس و جنگ تحمیلی
- استاد غلامحسین عباسيان ابرده ، از نجاران و خراطان نامی منطقه ۱۲۹۶_ ۱۳۸۰

## جمعیت
بر پایه سرشماری عمومی نفوس و مسکن در سال ۱۳۹۵ جمعیت این روستا ۲۵۰ نفر (در ۸۳ خانوار) بوده است.

## موقعیت جغرافیایی
این روستا در ۲۵ کیلومتری شمال غربی شهر طرقبه و در ۴۳ کیلومتری مشهد قرار گرفته است.
روستای ابرده سفلی، در میان دره‌ای استقرار یافته و پیرامون آن را کوه‌ها فراگرفته‌اند. کوه کنگ در جنوب روستا واقع شده و رودخانه زشک از میان روستا عبور می‌کند.
روستای ابرده سفلی از طریق شهرهای مشهد و طرقبه با جاده‌ای آسفالت قابل دسترسی است

## شناخت کلی
روستای ابرده سفلی در دوره‌های مختلف، مورد توجه بوده است. در سفرنامه «چارلز ادوارد»، در مورد قلعه ابرده چنین آمده است: «… درست در بالای ابرده بقایای دیوارهای یک قلعه قدیمی به چشم می‌خورد، که می‌گفتند توسط سپاه شاه در زمان قیام سالار ویران گردیده است.» متأسفانه امروزه اثری از این قلعه باقی نمانده است.
همچنین برخی از مشایخ در دوره ایلخانیان و تیموریان، روستاهای پیرامون طرقبه را به عنوان زاویه انتخاب می‌کردند و در آن سکنی می‌گزیدند. شیخ حافظ بهاءالدین عمر ابردهی، از جمله این مشایخ است، که مقبره وی نیز در این روستاست.
مسجد جامع روستا و گورستان قدیمی آن، قدمت دارد.
مردم روستای ابرده سفلی به زبان فارسی، با گویش خراسانی سخن می‌گویند، مسلمان و پیرو مذهب شیعه جعفری هستند.

## الگوی معیشت و سکونت
درآمد اکثر مردم روستای ابرده سفلی از فعالیت‌های زراعی، باغداری و دامداری تأمین می‌شود. گروهی از مردم روستا، در امور خدمات و صنایع دستی اشتغال دارند. کشت آبی و دیم در روستا رواج دارد و مهم‌ترین محصولات زراعی آن، گندم، جو، تره‌بار و غلات است. باغداری، به دلیل شرایط مساعد اقلیمی شامل گردو، گیلاس، گلابی، سیب، آلو، آلبالو و هلو است.
مراتع پیرامون روستا، موجبات رونق دامداری و تولید گوشت و انواع لبنیات را فراهم آورده است.
گروهی از مردم روستا، ضمن فعالیت‌های زراعی و دامداری به تولید صنایع دستی چوبی و نجاری نیز می‌پردازند. روستای کوهپایه‌ای ابرده سفلی، در شیبی ملایم استقرار یافته و بافت مسکونی متراکمی دارد. کوچه‌های روستا پیچ‌درپیچ و نامنظم است.
معماری سنتی و ساده خانه‌های روستا، با دیوارهای گل‌اندود و سقف‌های مسطح، با محیط اطراف هماهنگی یافته‌اند.
شکل خانه‌های روستا، از نوع معیشت و فعالیت مردم تأثیر پذیرفته است. اتاق‌های استراحت، پذیرایی، آشپزخانه، انبار علوفه، طویله، و سرویس بهداشتی فضاهای خانه‌های روستایی را تشکیل می‌دهند. مصالح به کار رفته در ساخت خانه‌های قدیمی گل، سنگ، خشت، آجر و چوب است. در ساخت خانه‌های جدید از مصالح سیمان، گچ، آجر، تیرآهن نیز استفاده شده است.
رودخانه زشک، از میان روستا عبور می‌کند. این رودخانه از کوه‌های سیاه خانی و گودرزد رشته کوه بینالود سرچشمه می‌گیرد و پس از مشروب نمودن اراضی و باغ‌های روستا، به رودخانه کشف رود می‌پیوندد. حواشی رودخانه زشک، به ویژه در بهار و تابستان، محل اتراق موقت گردشگران است.

## فرهنگ و رسوم
مردم روستای ابرده سفلی در اعیاد ملی و مذهبی نوروز، قربان، فطر و غدیر به جشن و سرور و در ایام وفات و شهادت ائمه به ویژه در ایام محرم به عزاداری می‌پردازند.
همچنین در آستانه تحویل سال نو، به پیشواز عید می‌روند و مراسم ویژه‌ای در روزهای سیزده به در، چهارشنبه سوری و شب یلدا برگزار می‌کنند.
مراسم جشن و عروسی مردم روستا با بهره‌گیری از موسیقی محلی خراسان، انجام می‌پذیرد.
بازی محلی معروف و رایج در میان نوجوانان و جوانان این روستا چوب بازی است.
مردم روستای ابرده سفلی به ندرت از پوشاک محلی استفاده می‌کنند. مردان کهنسال روستا از شال، کلاه و قبا و زنان کهنسال از پیراهن چین‌دار و پاپوش گالش استفاده می‌کنند.
صنایع دستی روستای ابرده سفلی عمدتاً شامل تولید محصولات چوبی و هنر نجاری است.
از انواع غذاهای محلی روستا می‌توان به بلغور، شله، قورمه، شله ماش و کتلت با مغز گردو اشاره کرد.

## جاذبه‌های گردشگری

### مقبره حافظ بهاءالدین عمر ابردهی

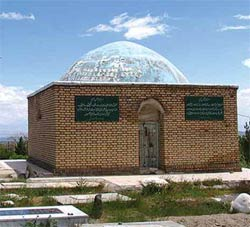
مقبره حافظ بهاءالدین عمر ابردهی

«حافظ بهاءالدین عمر ابردهی» از تربیت یافتگان و مریدان اخی علی قتلغشاه به شمار می‌آمد و پس از وی در سلسلهٔ کبرویه از جایگاه ویژه‌ای برخوردار بوده است. وفات وی در سال ۸۰۹ ه‍.ق روی داده است. وی در کودکی به ارشاد یکی از پیروان شیخ عبدالله غرجستانی به نام مولانا رضی‌الدین علی مایانی به خدمت اخی علی قتلغشاه در ویرانی درآمد، تا این که به جانشینی اخی علی رسید. مقبره جدید الاحداث وی در میان قبرستان حد فاصل شاندیز به ابرده به صورت بنایی ساده و گنبددار جلب‌نظر می‌نماید.
بر سنگ مزارش چنین نگاشته شده: مرقد مطهر قطب الاولیاء و العارفین الهادی الی محبت چهارده معصومین شیخ حافظ علی شاه ابردهی مرید شیخ المشایخ اخی علی شاه.

### گورستان ابرده سفلی
قبرستان ابرده سفلی مربوط به سدهٔ ۹ ه‍.ق تا اواخر دوره قاجار است و در روستای ابرده سفلی واقع شده است. این اثر در تاریخ ۱۹ مرداد ۱۳۸۴ با شمارهٔ ثبت ۱۲۹۵۰ به‌عنوان یکی از آثار ملی ایران به ثبت رسیده است.